# خديجة قالانجو
خديجة قالانجو مغنية شعبية صومالية و راقصة فلكلور في السبعينات والثمانينات. وهي تنتمي إلى قبيلة دير الصومالية وتعتبر حالياً من أشهر المغنيات الصوماليات.